# Salix integra
Salix integra es una especie de sauce perteneciente a la familia de las salicáceas. Es nativa del nordeste de China, Japón, Corea y Krai de Primorie en el lejano sudoeste de Rusia.

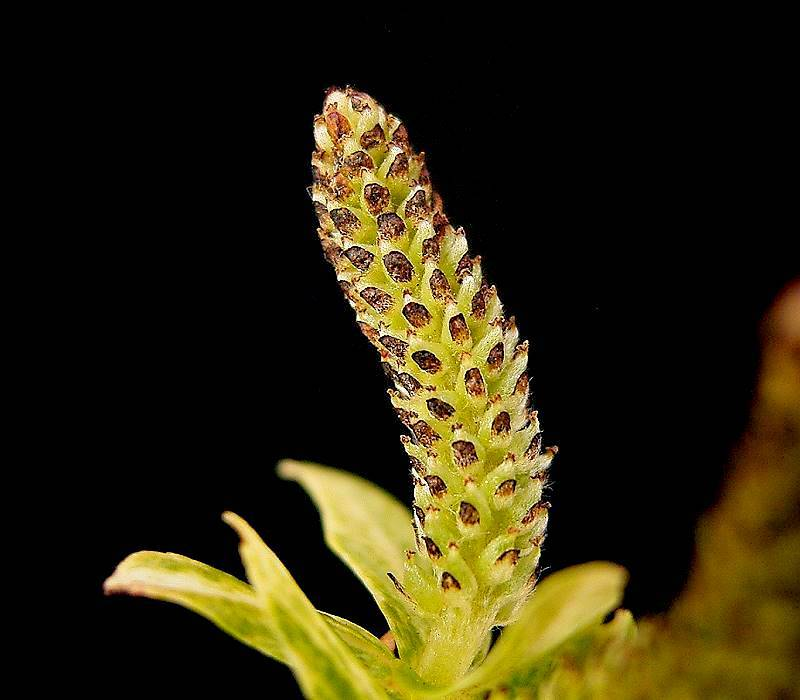
Detalle del amento

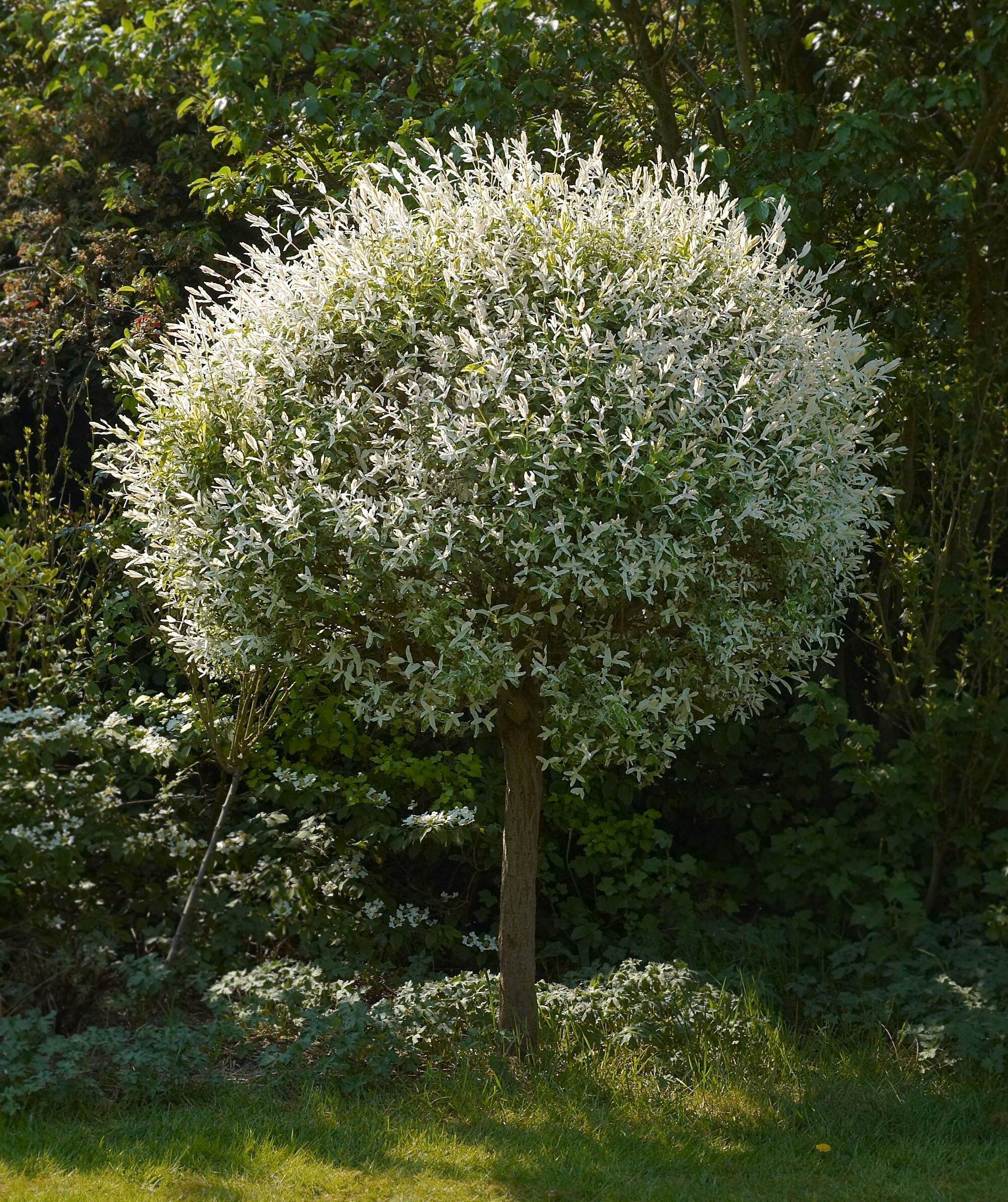
Vista de la planta

## Descripción
Es un arbusto de hoja caduca que alcanza un tamaño de  2-6 m de altura, con corteza gris-verdosa y los brotes de color amarillento o rojizo. La hojas son de 2-10 cm de largo y 1.2 cm de ancho, de color verde pálido tanto el haz como el envés, y excepcionalmente para un sauce, a menudo dispuestas en pares opuestos o verticilos de tres, en lugar de alternas. Las flores se producen en pequeños amentos de 1-2.5 cm de largo a principios de primavera, y son de color rojizo. Es dioica, con amentos masculinos y femeninos en  plantas separadas.
Está estrechamente relacionado con Salix purpurea, y ha sido tratada como una variedad de la misma por parte de algunos autores, como S. purpurea var. multinervis (Franchet y Savatier) Matsumura, o como una subespecie S. purpurea subsp. amplexicaulis (Chaubard) CKSchneid.

## Cultivo y usos
El cultivar 'Hakuro Nishiki' (sauce moteado) es ampliamente cultivado como planta ornamental por su variada vegetación, las hojas fuertemente moteadas con manchas  de blanco y rosa pálido. Como su crecimiento es bastante débil y arbustivo, se vende injertado en la parte superior de un tallo recto de otro sauce.

## Taxonomía
Salix integra fue descrita por Carl Peter Thunberg y publicado en Systemat Vegetabilium. Editio decima quarta 880, en el año 1784.
Etimología
Salix: nombre genérico latino para el sauce, sus ramas y madera.
integra: epíteto latino que significa "entera, sin dentar".
Sinonimia
- Salix multinervis Franch. & Sav.
- Salix purpurea var. multinervis C.K.Schneid.[7]